# Honderd jaar eenzaamheid
Honderd jaar eenzaamheid (Spaans: Cien años de soledad) is een roman van de Colombiaanse Nobelprijswinnaar Gabriel García Márquez, in het Nederlands vertaald door C.A.G. van den Broek. Het boek is een kroniek van de familie Buendía, waarvan de stamvader het stadje Macondo stichtte. Over verschillende generaties heen wordt de familiegeschiedenis van de Buendía's verteld, waarbij realistische elementen vermengd worden met magische gebeurtenissen en visionaire droomsequenties.
Sinds de eerste uitgave in het Spaans in 1967 zijn er ongeveer 30 miljoen exemplaren verkocht. De roman geldt als een van de belangrijkste werken van het magisch realisme en een hoogtepunt van de Latijns-Amerikaanse literatuur. Het is een verhaal boordevol anekdotes over zinloze opstanden, corruptie, vliegende priesters, alchemisten en een stamvader die echt vastgebonden aan een stam, volslagen krankzinnig, een bovenmenselijke ouderdom bereikt.
In 1972 verscheen de Nederlandse vertaling bij uitgever Meulenhoff. Toen C.A.G. van den Broek in 1974 de Martinus Nijhoff Vertaalprijs kreeg voor zijn gehele vertaaloeuvre, werd daarbij in het bijzonder de vertaling van Honderd jaar eenzaamheid vermeld. Zijn vertaling beleefde in 2015 de 72e druk. In 2017, ter gelegenheid van de 50e verjaardag van de roman, kwam Meulenhoff met een nieuwe vertaling door Mariolein Sabarte Belacortu.

## Personages

### Eerste generatie
José Arcadio Buendia is de stamvader en de stichter van het stadje Macondo. Hij is getrouwd met Ursula, tevens zijn volle nicht. Gefascineerd door de alchemie verblijft hij hele periodes in zijn zilversmidse.
 Úrsula Iguarán  is de vrouw van José Arcadio en tegelijkertijd zijn nicht. Door deze incestueuze relatie is ze bang om kinderen met varkensstaartjes te krijgen. Ze is een veerkrachtige vrouw met veel ondernemingszin. Net zoals vele andere personages wordt ze erg oud.

### Tweede generatie
José Arcadio  is net zo impulsief als zijn vader. Op een dag verlaat hij zonder enige aankondiging zijn thuis. Jaren later keert hij terug en trouwt met zijn geadopteerde zuster Rebeca.
 Kolonel Aureliano Buendia  wordt smoorverliefd op Remedios Moscote, dan nog maar een kind. Hij wacht geduldig om met haar te trouwen, maar zij sterft tijdens haar eerste zwangerschap. Hij verlaat het ouderlijk huis om een lange en zinloze oorlog uit te vechten. Tijdens zijn vele omzwervingen maakt hij zeventien vrouwen zwanger, die elk moeder worden van een Aureliano.
 Rebeca komt aan in het huis van de Buendia's als wees. Niemand weet wie ze is, maar Ursula voedt haar dan op als haar eigen dochter. Rebeca verlooft zich met Pietro Crespi, maar trouwt uiteindelijk met José Arcadio.
 Amaranta. Jaloers op haar zusters relatie met Crespi, doet Amaranta er alles aan om het huwelijk uit te stellen. Wanneer Rebeca uiteindelijk trouwt met José Arcadio, wijst zij ook Crespi af. Haar hele leven blijft ze een ongehuwde maagd, ondanks de vele aanbidders.

### Derde generatie
Arcadio is de zoon van José Arcadio met de prostituee Pilar Ternera. Hij trouwt met Santa Sofia de la Piedad en krijgt samen met haar drie kinderen: Remedios De Schone, en de tweeling Aureliano Segundo en José Arcadio Segundo.
Aureliano José is de zoon van Aureliano Buendia en dezelfde Pilar Ternera. Hij laat geen kinderen na.
De 17 Aureliano's zijn de zeventien zonen van kolonel Aureliano Buendia. Ze worden allemaal vermoord omdat ze als staatsgevaarlijk beschouwd worden.

### Vierde generatie
Remedios De Schone is een beeldschone vrouw, maar zonder enige manieren. Het liefst loopt ze naakt door het huis. Op een dag, bij het vouwen van de lakens, wordt ze opgenomen in de hemel.
Aureliano Segundo trouwt met Fernanda Del Carpio, een verzuurde vrouw die met ijzeren hand het huishouden van de Buendia's regeert. Zelf trekt hij dan in bij zijn minnares.
José Arcadio Segundo speelt een belangrijke rol in een staking bij de bananenarbeiders. Hij sterft op hetzelfde moment als zijn tweelingbroer.

### Vijfde generatie
Renata Remedios begint een relatie met een eenvoudige arbeider. Haar strenge moeder Fernanda laat de man doodschieten en zendt haar dochter naar een klooster. Enkele maanden na haar vertrek brengen enkele nonnen haar zoontje naar het huis: Aureliano.
José Arcadio wordt naar Rome gestuurd om paus te worden. Daar bakt hij echter niets van zijn taak en keert na enkele jaren terug. Hij houdt feestjes in het ouderlijke huis, maar wordt vermoord om een schat die hij gevonden had.
Amaranta Ursula wordt op haar beurt naar Brussel gestuurd om er te studeren. Omdat ze te veel heimwee heeft naar Macondo, keert ze samen met haar echtgenoot terug. Enkel Aureliano, de bastaardzoon van Renata Remedios, leeft er nu nog. Alle andere leden van de familie zijn ondertussen overleden. Amaranta Ursula begint een gepassioneerde relatie met Aureliano, niet wetende dat hij eigenlijk haar neef is. Ze krijgen samen een zoontje, dat een varkensstaartje blijkt te hebben. Na de geboorte sterft ze aan onophoudelijke bloedingen. Aureliano verdrinkt zijn verdriet en door zijn onoplettendheid sterft hun zoontje, de laatste telg van de Buendia's.

## Thema's

### Incestueuze relaties
In de familie duiken er allerlei incestueuze relaties op. Het begint al bij de stamvader, José Arcadio, die trouwt met zijn volle nicht Ursula. Ursula's moeder voorspelt haar dochter dat ze kinderen met varkensstaartjes zal krijgen, zodat Ursula een jaar lang de voltrekking van het huwelijk weigert. Hun kinderen worden allemaal gezond geboren, zonder iets te veel of iets te weinig. Ook Amaranta, de eeuwige maagd, laat zich verleiden door haar neefje Arcadio. Als ze eenmaal beseft waarmee ze bezig zijn, weigert ze hem nog de toegang tot haar slaapkamer. Jaren later wordt ook Aureliano verliefd op zijn tante Amaranta Ursula. Ze weten echter niet dat ze familie zijn en beginnen een gepassioneerde relatie. Ze krijgen een zoontje met een varkensstaart.

### Circulaire geschiedenis
Uit het verhaal blijkt duidelijk een circulaire visie op geschiedenis, met andere woorden, de geschiedenis herhaalt zich telkens, zonder enige vooruitgang of verbetering. Dat blijkt het duidelijkst uit de verschillende familienamen. Vaders en zonen dragen vaak dezelfde naam, en delen ook dezelfde karaktertrekken: de José Arcadio's zijn vaak impulsief, de Aureliano's hebben de neiging om zich op te sluiten en zich te gedragen als kluizenaars. Ursula, de stammoeder, en Amaranta Ursula, de laatste achterkleindochter, zijn beiden energieke, ondernemende vrouwen die de zorg voor het huis op zich nemen. De familiekroniek eindigt zoals ze begonnen is: Amaranta Ursula krijgt een kind van haar neef, net zoals Ursula vele jaren geleden trouwde met een familielid.

### "Honderd jaar eenzaamheid"
De roman omvat inderdaad ongeveer honderd jaar, maar omdat er zo enorm veel personages in voorkomen die door bloed, liefde of haat met elkaar verbonden zijn is de betekenis van de rest van de titel niet onmiddellijk duidelijk. Maar bijna alle personages zijn op hun eigen manier eenzaam, en het boek suggereert hiermee dat eigenlijk alle mensen dit zijn, van elkaar gescheiden doordat geen mens uiteindelijk alle gevoelens en geheimen van een ander kent, hoe na die hem of haar ook staat. Zeker 60 keer wordt het woord 'eenzaamheid' of 'eenzaam' gebruikt in het verhaal, dat afsluit met 'omdat de geslachten, die gedoemd zijn tot honderd jaar eenzaamheid, geen tweede kans krijgen op aarde.'
- Biblioteca Nacional de Chile: 000036223
- Bibliothèque nationale de France: cb11954721r (data)
- Gemeinsame Normdatei: 4123253-7
- Library of Congress Control Number: n85050375
- Bibliotheek van het Japanse parlement: 001295976
- Nationale Bibliotheek van Tsjechië: aun2009536142
- Nationale bibliotheek van Australië: 36545322
- Nationale Bibliotheek van Israël: 987007587890805171
- Système universitaire de documentation: 02752552X
- Virtual International Authority File: 308700240